# کوله سانتا لوچیا
کوله سانتا لوچیا (به ایتالیایی: Colle Santa Lucia) یک کومونه در ایتالیا است که در استان بلونو واقع شده‌است.

## خصوصیات
کوله سانتا لوچیا ۱۵٫۳ کیلومترمربع مساحت و ۴۰۸ نفر جمعیت دارد.